# Baseball-Europameisterschaft 2007
Vom 7. September bis zum 16. September 2007 fand in der spanischen Stadt Barcelona die Europameisterschaft im Baseball statt. Gleichzeitig diente dieses Turnier als das europäische Qualifikationsturnier für die XXIX. Olympischen Sommerspiele 2008 in Peking. Austragungsorte der Spiele waren die drei Stadien „Montjuïc“, „Viladecans“ und „Sant Boi“. Europameister wurden die Niederlande, die ihren insgesamt 20. Titel errangen.

## Vorrunde

### Gruppe A
In Gruppe A qualifizierten sich nach 15 Spielen die Mannschaften aus den Niederlanden, Deutschland und Schweden für die Finalrunde. Nicht in die nächste Runde konnten Kroatien, Österreich und Tschechien einziehen.
Tschechien hatte ursprünglich zwei Siege, diese wurden jedoch nachträglich mit 9:0 für die Gegner gewertet. Grund dafür war, dass für drei Spieler der Major League Baseball in der tschechischen Mannschaft nicht die notwendigen Spielberechtigungen vorlagen.
| Spiel | Datum                 | Stadion    | Begegnung   | Begegnung | Begegnung   | Ergebnis    |
| ----- | --------------------- | ---------- | ----------- | --------- | ----------- | ----------- |
| 2     | 08.09.2007, 11:00 Uhr | Viladecans | Schweden    | –         | Deutschland | 01:09       |
| 3     | 08.09.2007, 11:00 Uhr | Sant Boi   | Tschechien  | –         | Kroatien    | 00:09 (4:1) |
| 5     | 08.09.2007, 16:00 Uhr | Viladecans | Österreich  | –         | Niederlande | 00:22       |
| 7     | 09.09.2007, 11:00 Uhr | Montjuïc   | Kroatien    | –         | Schweden    | 02:11       |
| 9     | 09.09.2007, 11:00 Uhr | Sant Boi   | Deutschland | –         | Österreich  | 10:0        |
| 11    | 09.09.2007, 19:00 Uhr | Viladecans | Niederlande | –         | Tschechien  | 11:0        |
| 13    | 10.09.2007, 10:00 Uhr | Montjuïc   | Niederlande | –         | Schweden    | 14:02       |
| 15    | 10.09.2007, 11:00 Uhr | Viladecans | Tschechien  | –         | Österreich  | 00:09 (6:2) |
| 17    | 10.09.2007, 15:00 Uhr | Montjuïc   | Deutschland | –         | Kroatien    | 08:07       |
| 19    | 11.09.2007, 10:00 Uhr | Montjuïc   | Niederlande | –         | Deutschland | 06:03       |
| 21    | 11.09.2007, 10:00 Uhr | Viladecans | Österreich  | –         | Kroatien    | 03:08       |
| 23    | 11.09.2007, 15:00 Uhr | Montjuïc   | Tschechien  | –         | Schweden    | 01:02       |
| 25    | 12.09.2007, 11:00 Uhr | Montjuïc   | Deutschland | –         | Tschechien  | 06:01       |
| 27    | 12.09.2007, 15:00 Uhr | Viladecans | Kroatien    | –         | Niederlande | 00:13       |
| 29    | 12.09.2007, 20:00 Uhr | Viladecans | Schweden    | –         | Österreich  | 04:01       |

(Alle Zeiten sind Ortszeit)

### Gruppe B
In Gruppe B qualifizierten sich nach 15 Spielen die Mannschaften aus dem Vereinigten Königreich, Spanien und Frankreich für die Finalrunde. Überraschend konnte sich die italienische Mannschaft, die bei der Europameisterschaft 2005 noch die Silbermedaille gewann, nicht für die Finalrunde qualifizieren und beendete das Turnier auf dem siebten Platz. Auch die Ukraine und Russland konnten nicht in die nächste Runde einziehen.
| Spiel | Datum                 | Stadion    | Begegnung      | Begegnung | Begegnung      | Ergebnis |
| ----- | --------------------- | ---------- | -------------- | --------- | -------------- | -------- |
| 1     | 07.09.2007, 19:15 Uhr | Montjuïc   | Großbritannien | –         | Spanien        | 12:08    |
| 4     | 08.09.2007, 11:00 Uhr | Montjuïc   | Ukraine        | –         | Italien        | 00:13    |
| 6     | 08.09.2007, 19:00 Uhr | Montjuïc   | Frankreich     | –         | Russland       | 04:02    |
| 8     | 09.09.2007, 11:30 Uhr | Viladecans | Spanien        | –         | Ukraine        | 05:04    |
| 10    | 09.09.2007, 16:00 Uhr | Montjuïc   | Italien        | –         | Frankreich     | 01:05    |
| 12    | 09.09.2007, 16:00 Uhr | Sant Boi   | Russland       | –         | Großbritannien | 07:10    |
| 14    | 10.09.2007, 11:00 Uhr | Sant Boi   | Frankreich     | –         | Ukraine        | 06:02    |
| 16    | 10.09.2007, 19:00 Uhr | Viladecans | Spanien        | –         | Russland       | 04:0     |
| 18    | 10.09.2007, 20:00 Uhr | Montjuïc   | Italien        | –         | Großbritannien | 06:0     |
| 20    | 11.09.2007, 11:00 Uhr | Sant Boi   | Frankreich     | –         | Großbritannien | 03:04    |
| 22    | 11.09.2007, 15:30 Uhr | Sant Boi   | Ukraine        | –         | Russland       | 04:03    |
| 24    | 11.09.2007, 18:00 Uhr | Viladecans | Italien        | –         | Spanien        | 04:06    |
| 26    | 12.09.2007, 10:00 Uhr | Viladecans | Russland       | –         | Italien        | 02:07    |
| 28    | 12.09.2007, 11:00 Uhr | Sant Boi   | Großbritannien | –         | Ukraine        | 09:0     |
| 30    | 12.09.2007, 19:00 Uhr | Montjuïc   | Spanien        | –         | Frankreich     | 06:02    |

(Alle Zeiten sind Ortszeit)

## Platzierungsspiele
| Spiel       | Datum                 | Stadion    | Begegnung  | Begegnung | Begegnung  | Ergebnis |
| ----------- | --------------------- | ---------- | ---------- | --------- | ---------- | -------- |
| um Platz 11 | 13.09.2007, 16:00 Uhr | Sant Boi   | Russland   | –         | Österreich | 07:02    |
| um Platz 9  | 13.09.2007, 12:00 Uhr | Viladecans | Ukraine    | –         | Kroatien   | 01:02    |
| um Platz 7  | 13.09.2007, 12:00 Uhr | Montjuïc   | Tschechien | –         | Italien    | 02:07    |

(Alle Zeiten sind Ortszeit)

## Finalrunde
In der Tabelle für die Finalrunde zählten auch alle Spiele, die in der Vorrunde gegen Mannschaften absolviert wurden, die auch die Finalrunde erreichten. Die niederländische Mannschaft konnte ihren EM-Titel von 2005 verteidigen und erreichte damit bereits den 20. Erfolg bei Baseball-Europameisterschaften.
| Spiel | Datum                 | Stadion    | Begegnung      | Begegnung | Begegnung      | Ergebnis |
| ----- | --------------------- | ---------- | -------------- | --------- | -------------- | -------- |
| 34    | 14.09.2007, 11:00 Uhr | Viladecans | Schweden       | –         | Großbritannien | 07:10    |
| 35    | 14.09.2007, 11:00 Uhr | Montjuïc   | Niederlande    | –         | Frankreich     | 18:0     |
| 36    | 14.09.2007, 19:00 Uhr | Montjuïc   | Deutschland    | –         | Spanien        | 03:11    |
| 37    | 15.09.2007, 11:00 Uhr | Montjuïc   | Schweden       | –         | Frankreich     | 00:10    |
| 38    | 15.09.2007, 11:00 Uhr | Viladecans | Großbritannien | –         | Deutschland    | 05:07    |
| 39    | 15.09.2007, 19:00 Uhr | Viladecans | Spanien        | –         | Niederlande    | 08:10    |
| 40    | 16.09.2007, 11:00 Uhr | Viladecans | Deutschland    | –         | Frankreich     | 07:01    |
| 41    | 16.09.2007, 11:00 Uhr | Montjuïc   | Niederlande    | –         | Großbritannien | 06:01    |
| 42    | 16.09.2007, 17:00 Uhr | Montjuïc   | Schweden       | –         | Spanien        | 05:08    |

(Alle Zeiten sind Ortszeit)